# West Harptree
West Harptree est un village et une paroisse civile du Somerset, en Angleterre.
Il est situé dans le nord du comté, dans la région naturelle de Chew Valley, à une vingtaine de kilomètres au sud de Bristol. Administrativement, il relève de l'autorité unitaire de Bath and North East Somerset.

## Toponymie
Harptree est un toponyme d'origine vieil-anglaise. Il fait probablement référence à un arbre (trēow) situé près d'une grande route (here-pæth). Dans le Domesday Book, compilé en 1086, le village figure sous le nom Harpetreu. L'élément West « Ouest » permet de distinguer ce village de celui de East Harptree, situé à 1 km au sud-est.

## Démographie
Au recensement de 2011, la paroisse civile de West Harptree comptait 439 habitants.

## Culture locale et patrimoine
L'église paroissiale de West Harptree est dédiée à sainte Marie. La plus ancienne partie du bâtiment est sa tour, qui remonte au XIIe siècle avec une flèche du XIIIe siècle. Le gros de l'église date du XVe siècle et a été restauré en 1865 par C. E. Giles, un architecte de Taunton. L'église est un monument classé de grade II* depuis 1960.
Le village abrite Gournay Court (en), un manoir de grès rouge construit vers 1600 en face de l'église. C'est également un monument classé de grade II* depuis 1960.